# Wilhelm I Orański
Wilhelm I Orański z przydomkiem Niemy, Cichy lub Milczący (ur. 24 kwietnia 1533 w Dillenburgu, zm. 10 lipca 1584 w Delfcie) – hrabia Nassau, książę Oranii od 1544, stadhouder prowincji Niderlandów od 1572. Bohater narodowy Holandii, o którym mówi hymn Holandii – „Wilhelmus van Nassouwe”.
Początkowo służył na dworze Małgorzaty Parmeńskiej, później był przywódcą walk z Hiszpanią o niepodległość prowincji (1561). Podczas tłumienia powstania przez księcia Albę uciekł  na teren jednego z księstw niemieckich. W 1572 powrócił i podjął walkę z Albą. Od 1572 wybierany na stadhoudera kolejnych prowincji Niderlandów.
Po zawarciu unii utrechckiej 1579 stracił wpływy w południowych Niderlandach, co jednak doprowadziło do powstania Republiki Zjednoczonych Prowincji. Został zabity przez fanatyka katolickiego, Balthasara Gérarda, w Prinsenhofie w Delfcie.

## Małżeństwa i potomstwo
6 lipca 1551 poślubił on Annę van Egmond (1533–1558), jedyną córkę i dziedziczkę Maksymiliana, bogatego pana Egmont. Mieli oni troje dzieci:
- hrabinę Marię von Nassau (1553–1555),
- Filipa Wilhelma, księcia Oranii (1554–1618), męża Eleanory de Condé,
- hrabinę Marię von Nassau (1556–1616), żonę hrabiego Filipa zu Hohenlohe-Neuenstein.

25 sierpnia 1561 poślubił Annę Saską (1544–1577), jedyną córkę i dziedziczkę Maurycego, elektora Saksonii. Małżeństwo zostało anulowane w 1571. Para miała czworo dzieci: 
- hrabinę Annę von Nassau (1562–?),
- hrabinę Annę von Nassau (1563–1588), żonę hrabiego Wilhelma Ludwiga von Nassau-Dillenburg,
- hrabiego Maurycego Augusta Filipa von Nassau (1564–1566),
- Maurycego Orańskiego, księcia Oranii (1567–1625),
- hrabinę Emilię von Nassau (1569–1629), żonę Don Emanuela Portugalskiego.

24 kwietnia 1575 poślubił Charlottę de Burbon (1546–1582), córkę Ludwika III, księcia Montpensier (zm. 1582). Para miała sześć córek:
- Luizę Julianę (1576–1644), żonę Fryderyka IV Wittelsbacha, elektora Palatynatu Reńskiego,
- Elżbietę (1577–1642), żonę Henryka de La Tour d'Auvergne,
- Katarzynę (1578–1648), żonę hrabiego Filipa Ludwika II von Hanau-Münzenberg,
- Charlottę Flandrinę (1579–1640), od 1593 zakonnicę,
- Charlottę Brabantię (1580–1631), żonę Klaudiusza, księcia de Thouars,
- Emilię Antwerpianę (1581–1657), żonę Fryderyka Kazimierza Wittelsbacha, księcia Palatynatu-Zweibrücken-Landsberg.

24 kwietnia 1583 poślubił Louise de Coligny (1555–1620), córkę sławnego admirała Coligny. Para miała syna:
- Fryderyka Henryka, księcia Oranii, hrabiego Nassau (1584–1647).